# 比亚泰
比亚泰（Biate），是印度米佐拉姆邦Serchhip县的一个城镇。总人口2227（2001年）。

## 人口
该地2001年总人口2227人，其中男性1137人，女性1090人；0—6岁人口262人，其中男149人，女113人；识字率87.07%，其中男性为86.54%，女性为87.61%。